# Porta Paola
Porta Paola, in passato anche porta San Paolo, porta Paula e porta Reno, è un edificio monumentale che si trova all'ingresso da sud a Ferrara posto sulla cinta muraria cittadina nel XVII secolo.

## Storia
Una precedente porta era sicuramente esistente sin dal XIII secolo e poi fu rifatta attorno al 1426.
La costruzione della porta recente risale al 1612 e la sua progettazione venne affidata dal cardinale legato Orazio Spinola all'architetto Giovan Battista Aleotti, molto attivo a Ferrara in quel periodo, anche dopo l'avvenuta devoluzione di Ferrara. Durante il secolo successivo, con la mutata situazione politica, perse la funzione militare e divenne uno dei punti di riscossione del dazio più importanti in città, con numerosi addetti.

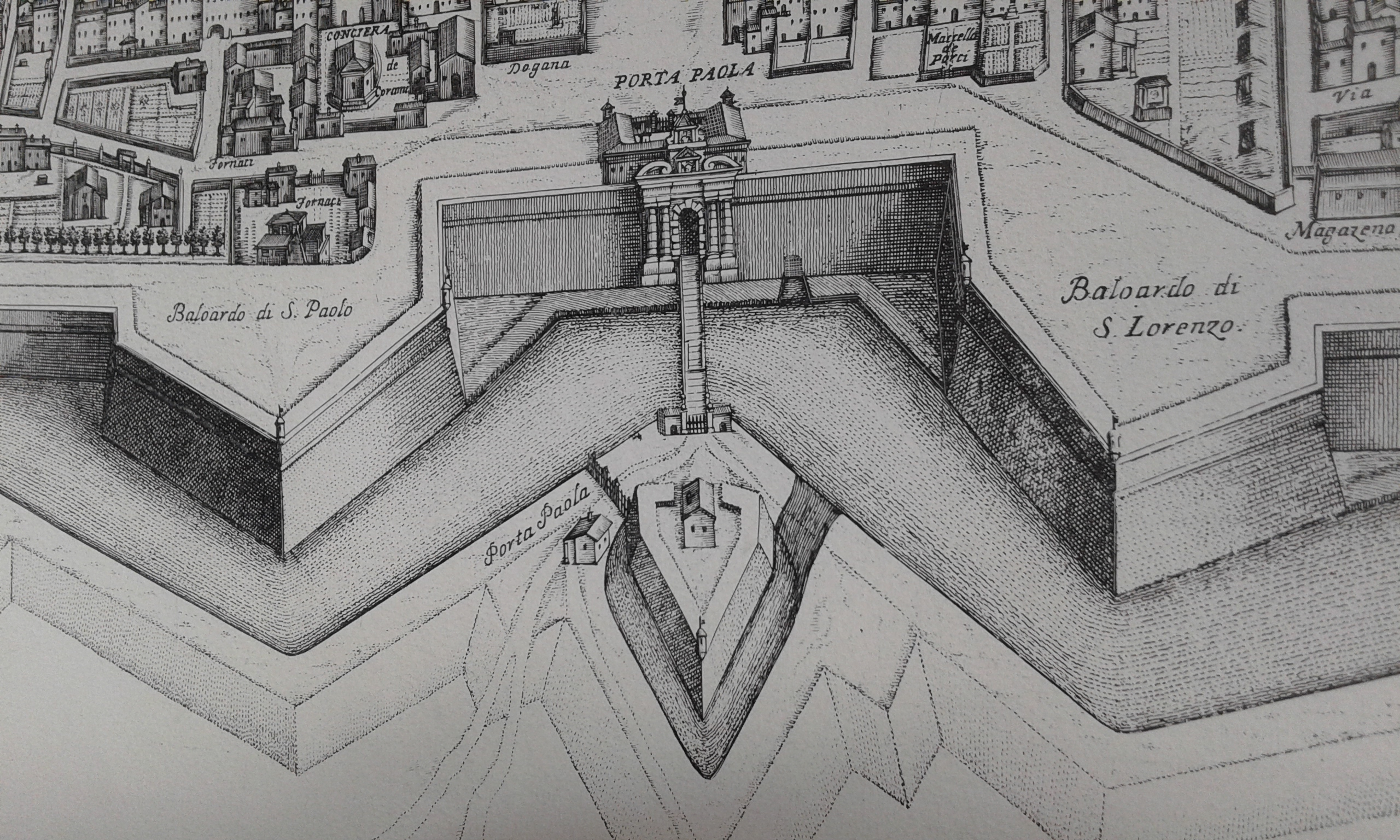
Porta Paola nell'incisione di Andrea Bolzoni.

Negli ultimi anni del XIX secolo la porta fu ancora ridimensionata nelle sue funzioni e vennero aperti due varchi ai suoi lati, interrompendo così la continuità delle mura e trasformando i varchi in barriere, chiusi da cancelli durante la notte. Tali interventi resero necessaria la creazione di due nuovi prospetti laterali e anche la facciata rivolta verso la piazza fu modificata, con la sostituzione delle sue parti marmoree. Il prospetto principale di Aleotti rimase invece quasi inalterato.
Nuovi lavori vennero realizzati all'inizio del XXI secolo. In tale occasione si procedette ad un restauro complessivo della struttura e vennero effettuate ricerche di carattere archeologico che permisero di trovare le tracce dello storico basamento e anche, a breve distanza, i resti di una piccola barca quattrocentesca, prova del fatto che qui scorreva l'antico Po di Ferrara.
Il terremoto dell'Emilia del 2012 ha creato seri danni alla struttura ed è stato necessario intervenire per metterla in sicurezza e restaurarla.

### Origini del nome
Tutte le porte cittadine ferraresi, durante il periodo di occupazione delle truppe di Napoleone Bonaparte, vennero rinominate in modo da non richiamare i precedenti riferimenti religiosi (e questo avvenne con Porta Mare, Porta Po e Porta Romana). Questo comportò che a lungo il suo nome divenne Porta Reno, mentre in passato era stata Porta Paola, Porta San Paolo e Porta Paula, sia in riferimento al vicino baluardo di San Paolo sia in omaggio a papa Paolo V che era regnante nel periodo della sua costruzione.
In seguito, col passare del tempo, il nome napoleonico Porta Reno venne dimenticato e fu utilizzato solo per l'omonimo corso cittadino anche se rimane la scritta leggibile sul prospetto nord dell'edificio.

## Descrizione
Il prospetto principale è rivolto a sud, verso via Bologna. Si presenta con l'aspetto di arco in bugnato rustico costruito in marmo bianco appoggiato alla parete in cotto ferrarese tipico delle architetture cittadine. 
La parte superiore è formata da un timpano curvilineo interrotto da una grande targa che al centro mostra lo stemma comunale e sotto conserva l'epigrafe a ricordo di papa Paolo V.